# Riksväg 62
Riksväg 62 går genom Värmland från söder till norr. Sträckning: Karlstad - Ekshärad - Stöllet - Långflon (norska gränsen).
Vägen som är 230 kilometer lång förbinder norra Värmland med Värmlands huvudort Karlstad. Den används bland annat också för att ta sig till vintersportorterna Branäs och Trysil. Den följer Klarälven hela vägen, och skyltas i nordlig riktning Trysil och i sydlig riktning Karlstad.

## Standard och planer
Vägen är vanlig landsväg hela sträckan utom sträckan närmast Karlstad. Vägen går rakt genom tätorterna Råda, Ekshärad, Stöllet, Ambjörby, Sysslebäck, och passerar utanför Forshaga, Deje, medan Munkfors passeras genom, men avskilt från bebyggelse, och gator. 
Mellan Deje och Älvkullen (runt sex kilometer) planeras ny väg. Det är mycket privata hus längs vägen här.

## Historia
På 1950-talet hade vägen numret 235 hela vägen. 1962 gjordes nummersystemet om, och då gavs sträckan Karlstad - Munkfors - Stöllet namnet riksväg 62, medan sträckan Stöllet - norska gränsen behöll numret 235. I slut av 1980-talet gavs sedan hela sträckan namnet riksväg 62.
Bitvis följer vägen den urgamla sträckningen, och bitvis, särskilt söder om Munkfors en nyare sträckning. Man har byggt förbifarter förbi tätorterna längs södra delen, medan vägen längre norrut går i samma sträckning som förr genom tätorterna.

## Trafikplatser och korsningar
Riksväg 62 har några trafikplatser när den går tillsammans med Riksväg 61 (Bergvik - Skåre).
|                                       | Nr | Namn            | Skyltning                                               |
| ------------------------------------- | -- | --------------- | ------------------------------------------------------- |
| Motortrafikled Bergvik - Henstadmotet |    |                 |                                                         |
|                                       |    | Bergviksmotet   | Karlstad Örebro Stockholm                               |
|                                       |    | Eriksbergsmotet | Oslo Göteborg Säffle Skutberget                         |
|                                       |    | Henstadmotet    | Trossnäs Henstad                                        |
| Landsväg Henstadmotet - Långflon      |    |                 |                                                         |
|                                       |    | Ilandamotet     | Sunne Skåre Kil Arvika Kongsvinger (Riksväg 62 svänger) |
|                                       |    | i Munkfors      | Sunne                                                   |
|                                       |    | nära Uddeholm   | Kristinehamn; Filipstad                                 |
|                                       |    | i Ekshärad      | Torsby                                                  |
|                                       |    | i Stöllet       | Oslo, Torsby, Gävle, Malung, Göteborg, Mora             |
|                                       |    | Långflon        | gräns mot Norge                                         |
|                                       |    |                 | ansluter mot Innbygda (Trysil) och Tolga.               |